# Michael Dinner
Michael Dinner est un producteur et réalisateur américain de cinéma et de télévision, qui a travaillé notamment sur la série télévisée Les Années coup de cœur.

## Filmographie

### Réalisateur
- 1985 : Tutti Frutti (Heaven Help Us)
- 1986 : Le Flic était presque parfait (Off Beat)
- 1988 : Parole de cheval (Hot to Trot)
- 1988-1993 : Les Années coup de cœur (19 épisodes)
- 2000 : The Crew
- 1994-1995 : La Vie à tout prix (Chicago Hope) (5 épisodes)
- 2005 : Grey's Anatomy (1 épisode)
- 2007 : Bionic Woman (1 épisode)
- 2008-2009 : New York, police judiciaire (2 épisodes)
- 2010-2012 : Justified (4 épisodes)
- 2012 : The Mob Doctor (pilote)
- 2023 : Justified: City Primeval

### Producteur
- 1988 : Les Années coup de cœur (The Wonder Years)
- 1994 : La Vie à tout prix (Chicago Hope)
- 2007 : Bionic Woman
- 2010 : Justified
- 2012 : The Mob Doctor
- 2023 : Justified: City Primeval (également show runner)